# Сухановка (Дальнереченский район)
В Хасанском районе Приморья также есть Сухановка.
Суха́новка — село Дальнереченского района Приморского края. Входит в состав Сальского сельского поселения.

## География
Село и одноимённая станция расположены на Транссибе в 22 км севернее Дальнереченска.
Расстояние по автодороге до проходящей восточнее федеральной трассы «Уссури» около 5 км, до села Сальское около 18 км, до центра Дальнереченска около 31 км.

## Население
| 2002 | 2010 |
| ---- | ---- |
| 73   | ↘28  |

## Улицы
| - ул. Грицука, - ул. Новая, | - ул. Центральная, - пер. Центральный. |

## Экономика
Жители занимаются сельским хозяйством, работают на ДВЖД.